# Deutsche Fechtmeisterschaften 1992
Bei den Deutschen Fechtmeisterschaften 1992 wurden Einzel- und Mannschaftswettbewerbe in den Disziplinen Herrendegen, Herrensäbel und Herrenflorett ausgetragen. Bei den Damen wurde neben Florett auch Degen gefochten, Meisterschaften im Damensäbel gab es erstmals 1999. Die Meisterschaften wurden vom Deutschen Fechter-Bund organisiert.

## Herren

### Florett (Einzel)
| Platz | Sportler      | Verein                |
| ----- | ------------- | --------------------- |
| 1     | Udo Wagner    | FC Tauberbischofsheim |
| 2     | Thomas Endres | FC Tauberbischofsheim |
| 3     | Mathias Gey   | FC Tauberbischofsheim |

### Florett (Mannschaft)
| Platz | Verein                | Sportler |
| ----- | --------------------- | -------- |
| 1     | FC Tauberbischofsheim |          |
| 2     | OFC Bonn              |          |
| 3     | FK Hannover           |          |

### Degen (Einzel)
| Platz | Sportler               | Verein                |
| ----- | ---------------------- | --------------------- |
| 1     | Wladimir Resnitschenko | FC Tauberbischofsheim |
| 2     | Robert Felisiak        | FC Tauberbischofsheim |
| 3     | Mark Steifensand       | Heidenheimer SB       |

### Degen (Mannschaft)
| Platz | Verein                | Sportler |
| ----- | --------------------- | -------- |
| 1     | Heidenheimer SB       |          |
| 2     | FC Tauberbischofsheim |          |
| 3     | OFC Bonn              |          |

### Säbel (Einzel)
| Platz | Sportler        | Verein                |
| ----- | --------------- | --------------------- |
| 1     | Jacek Huchwajda | FC Tauberbischofsheim |
| 2     | Ulrich Eifler   | OFC Bonn              |
| 3     | Klaus Wischeid  | TSV Bayer Dormagen    |

### Säbel (Mannschaft)
| Platz | Verein                | Sportler |
| ----- | --------------------- | -------- |
| 1     | OFC Bonn              |          |
| 2     | FC Tauberbischofsheim |          |
| 3     | TSV Bayer Dormagen    |          |

## Damen

### Florett (Einzel)
| Platz | Sportler         | Verein                |
| ----- | ---------------- | --------------------- |
| 1     | Anja Fichtel     | FC Tauberbischofsheim |
| 2     | Simone Bauer     | FC Tauberbischofsheim |
| 3     | Annette Dobmeier | FC Tauberbischofsheim |

### Florett (Mannschaft)
| Platz | Verein                | Sportler |
| ----- | --------------------- | -------- |
| 1     | FC Tauberbischofsheim |          |
| 2     | OFC Bonn              |          |
| 3     | Dresdner FC           |          |

### Degen (Einzel)
| Platz | Sportler         | Verein                |
| ----- | ---------------- | --------------------- |
| 1     | Bettina Fichtel  | FC Tauberbischofsheim |
| 2     | Eva-Maria Ittner | Fechtclub Offenbach   |
| 3     | Andrea Spory     | FC Tauberbischofsheim |

### Degen (Mannschaft)
| Platz | Verein                | Sportler                                                 |
| ----- | --------------------- | -------------------------------------------------------- |
| 1     | Fechtclub Offenbach   | Eva-Maria Ittner Katja Nass Kerstin Ackermann Baumgarten |
| 2     | FC Tauberbischofsheim |                                                          |
| 3     | OFC Bonn              |                                                          |